# Tuber rapaeodorum
Tuber rapaeodorum är en svampart som beskrevs av Tul. & C. Tul. 1843. Tuber rapaeodorum ingår i släktet Tuber och familjen Tuberaceae.  Arten är reproducerande i Sverige. Inga underarter finns listade i Catalogue of Life.